# Setrorejo
Setrorejo is een bestuurslaag in het regentschap Wonogiri van de provincie Midden-Java, Indonesië. Setrorejo telt 3237 inwoners (volkstelling 2010).